# Alfa-caroten
Alfa-carotenul (α-carotenul) este un compus organic din clasa carotenelor, ce conține un rest de alfa-iononă și unul de beta-iononă. Este o formă de vitamina A și se găsește în legume galbene și portocalii (morcovi, dovleac) și verzi (broccoli, spanac, salată).